# Hypsaeus westwoodi
Hypsaeus westwoodi är en insektsart som beskrevs av Bolívar, I. 1887. Hypsaeus westwoodi ingår i släktet Hypsaeus och familjen torngräshoppor. Inga underarter finns listade i Catalogue of Life.